# TransBrasil FM Euclides da Cunha
TransBrasil FM Euclides da Cunha é uma emissora de rádio brasileira sediada em Euclides da Cunha, cidade do estado da Bahia. Opera no dial FM, na frequência 95.7 MHz, e é afiliada à Rede UP. Pertence ao Grupo Lomes de Comunicação, que controla a Rádio Planalto e diversas emissoras de rádio na Bahia.

## História
A emissora iniciou sua trajetória como Tropical FM, operando desde a década de 1990 junto com a Euclides da Cunha FM como as únicas FMs comerciais da cidade. A Tropical FM tinha segmentação eclética/popular. Em 12 de janeiro de 2013, a emissora deixou o dial e se tornou afiliada à Transamérica Hits e liderou o processo de expansão da rede pela Bahia promovido pelo Grupo Lomes de Comunicação iniciado em 2011, com o lançamento da Transamérica Hits de Feira de Santana.
No dia 31 de dezembro de 2019, por conta da unificação da rede, a emissora encerrou a afiliação com a rede, operando com uma programação ainda não definida. No dia 2 de janeiro de 2020, foi anunciado a afiliação da emissora com a Rede Play Hits (atual Rede UP). A emissora estreou no dia 3, com o nome de TransBrasil FM.

## Locutores
Os locutores da TransBrasil FM Euclides da Cunha são:
- Miriam Souza
- Wilson Mota
- Júlio Almeida